# Kaliopi
Kaliopi (makedonska: Калиопи Букле, Kaliopi Bukle), född 28 december 1966 i Ohrid, är en makedonsk sångerska och kompositör. Under sin karriär har Kaliopi gått från frontfigur och sångare i hennes självbetitlade band under 1980-talets Jugoslavien till en väletablerad soloartist och kompositör som arbetar både i Makedonien och övriga Balkan. Som kompositör har hon skrivit ett vinnarbidrag i Kënga Magjike i Albanien då Jonida Maliqi vann Kënga Magjike 2008 med hennes låt "Njëri nga ata" (svenska: en av dem).
2011 valdes hon av Makedoniens nationella TV-bolag MRT till att representera landet i Eurovision Song Contest 2012 med låten "Crno i belo". I finalen slutade hon på 13:e plats. 2016 valdes hon på nytt att representera landet i Eurovision Song Contest 2016 med låten "Dona". Denna gång tog hon sig inte vidare från sin semifinal av tävlingen.

## Karriär
Kaliopis karriär började då hon var endast nio år efter att ha vunnit en sångfestival för barn. 1984 bildade Kaliopi bandet Kaliopi band tillsammans med Romeo Grill och de spelade in sina första låtar "Tomi" och "Nemoj da me budis". Bandet släppte sitt debutalbum 1986. Samma år deltog de även i Splitfestivalen. I samband med Jugoslaviens upplösning upplöstes även bandet. Kaliopi flyttade senare till Schweiz.

### 1996-2012: Solo- och låtskrivarkarriär
Kaliopi återvände till musikscenen som soloartist och 1996 deltog hon i Skopje Fest, Makedoniens dåvarande uttagningstävling till Eurovision Song Contest som landet skulle börja delta i. Kaliopi ställde upp med bidraget "Samo ti" som hon både skrivit och komponerat helt själv. Hon utsågs av juryn till favorit och vann tävlingen och skulle därmed få chansen att tävla i Eurovision Song Contest 1996. På grund av att många nya länder ville ställa upp i tävlingen det året bestämde man sig dock för att införa ett förkval till tävlingen där ländernas bidrag skulle utvärderas av EBU och godkännas för tävlan. Kaliopis bidrag rankades som 26:a där topp 22 tog sig till den riktiga tävlingen och hon var därmed utslagen. 1998 gjorde hon ett nytt försök i Skopje Fest med låten "Ne zaboravaj" men slutade på nionde plats.
Kaliopi började grunda sin karriär som sångare och kompositör åt sig själv och andra artister inom Makedonien. 1999 flyttade hon tillbaka till sitt hemland. Hon släppte sitt första soloalbum Oboi me 1999. Albumet blev Kaliopis sista samarbete med sin tidigare make Romeo Grill som hon därefter slutade samarbeta med fram till 2012.
2000 startade Kaliopi sitt eget skivbolag Kaliopi Music Production. 2001 lanserade hon ett nytt album med den framgångsrike kompositören Darko Dimitrov. Albumets titelspår "Ako denot mi e nokj" blev den först släppta låten.
16 februari 2002 ställde Kaliopi upp i Skopje Fest 2002 som kompositör och bakgrundssångare i bidraget "Pesna za nas" som framfördes av Gorgi Krstevski. Låten slutade på femte plats i tävlingen.
2004 valdes Kaliopi, tillsammans med fem andra artister, ut att tävla i en uttagningstävling för att representera Makedonien i Eurovision Song Contest 2005. Hon valde att hoppa av tävlan i den inledande fasen efter att hon fått vetskap om att den skulle vara tävlingsbaserad snarare än ett internt val. Hon var dock kvar i tävlingen som kompositör åt Aleksandra Pileva med låten "Ne" som slutade på tredje plats.
Kaliopi valde att ställa upp i Makedoniens nationella final till Eurovision Song Contest 2006 med låten "Silna". Trots att hon bar ett starkt favoritskap slutade hon på sjätte plats i tävlingen. I juli samma år deltog hon i den montenegrinska tävlingen Sunčane skale med en serbisk version av låten och slutade på tredje plats.
Hon släppte 2007 sin första singel i Kroatien med titeln "Probudi me". Releasen av singeln följdes upp av ett "Best of-album" samma år. I november 2007 var Kaliopi inbjuden som speciell gäst och jurymedlem vid musiktävlingen Kënga Magjike 2007 i Albanien. Hon var med och utsåg Aurela Gaçe till segrare av tävlingen med "Hape veten". Hon fick ett varmt mottagande av publiken efter att ha framfört sin hit "Ako denot mi e nokj" live (till skillnad från alla andra artister som i tävlingen framträdde playback) och med ett specialframträdande av den albanska låten "Moj e bukura more". 2008 var hon själv med som kompositör i tävlingen. Hennes bidrag, "Njëri nga ata", framfördes av sångerskan Jonida Maliqi som i finalen fick flest poäng och vann tävlingen. Texten till låten skrevs av den albansk-makedonska musikern Aida Baraku. Kaliopi blev därmed första utländska kompositör att vinna Kënga Magjike. Maliqi tilldelades även pris för bästa framträdande i tävlingen.
2009 deltog Kaliopi på nytt i den Makedonska uttagningen till Eurovision. Tillsammans med Naum Petreski framförde hon bidraget "Rum Dum Dum". Bidraget tog sig till tävlingens final där de fick högsta poäng av juryn, men endast femte högsta av tittarna vilket ledde till att de slutade på andra plats, slagna med en poäng av Next Time som åkte till Eurovision. 2011 var Kaliopi en av jurymedlemmarna i den första och sista säsongen av makedonska Idol.

### 2012-2015: Eurovision Song Contest och Melem
19 november 2011 meddelade MRT att man utsett Kaliopi till sin representant i Eurovision Song Contest 2012 i Baku. Kaliopi kom att delta med låten "Crno i belo" som hon själv skrivit texten till med musik av Romeo Grill. Detta blev Kaliopis första samarbete med sin tidigare bandmedlem och make sedan 1999. Låten släpptes den 29 februari 2012. Hon gjorde sitt framträdande i den andra semifinalen den 24 maj, och lyckades ta sig vidare till finalen den 26 maj. Där hamnade hon på 13:e plats efter att ha fått 71 poäng. Kaliopi lyckades genom bedriften ta Makedonien till final för första gången på 4 år i tävlingen och gav dem sitt nästa bästa resultat i tävlingen dittills.
Efter tävlingen fortsatte Kaliopi sitt samarbete med Romeo Grill och släppte albumet Melem. Hon släppte även singlarna "Vučica", "Melem" och "Mrvica" för att marknadsföra sitt nya album.
Våren 2015 släppte hon singeln "Mojot dom" och kort därefter "Poželi". Under hösten 2015 kom den akustiska balladen "Jutro".

### 2016: Eurovision Song Contest
På samma sätt som fyra år tidigare meddelade MRT i november 2015 att man utsett Kaliopi till sin representant i Eurovision Song Contest 2016 som hålls i Stockholm i Sverige. Man hade förhoppningen att Kaliopi ska lyckas ta landet tillbaka till finalen av tävlingen, som man inte varit i sedan Kaliopi sist representerade landet 2012. I mars 2016 släpptes hennes tävlingsbidrag "Dona" som likt hennes "Crno i belo" skrevs av henne själv med musik av Romeo Grill. Hon deltog i den andra semifinalen av Eurovision men lyckades inte ta sig till dess final.

## Diskografi

### Album
- 1986 – Kaliopi
- 1987 – Rodjeni
- 1999 – Oboi Me
- 2001 – Ako Denot Mi E Nok
- 2002 – Najmila
- 2003 – Ne Mi Go Zemaj Vremeto
- 2005 – Me, Isadora
- 2007 – The Best Of
- 2008 – Zelim Ti Reci
- 2009 – Oblivion (med Edin Karamazov)
- 2010 – Poraka
- 2013 – Melem